# Clara Guthrie d'Arcis
 (mai 2015).
Clara Guthrie d'Arcis, née à La Nouvelle-Orléans (États-Unis) le 22 février 1879 et morte à Genève (Suisse) le 12 mai 1937, est une féministe pacifiste et suisse, qui participera en particulier à la fondation de l'Union mondiale de la femme pour la concorde internationale dont elle sera la présidente jusqu'à sa mort en 1937. 

## Biographie
À la suite de la mort de sa mère, elle est élevée par sa grand-mère, Caroline Merrick. Celle-ci est à la tête d'une grande plantation, propriétaire d'esclaves à la Nouvelle-Orléans. Elle est l'une des premières[réf. nécessaire] militantes américaines pour le droit de vote des femmes, elle est également partisane de l'abolitionnisme[réf. nécessaire]. 
Clara Guthrie se marie une première fois, en Louisiane. Là, elle ouvre une usine de limonade dont elle verse les profits au bénéfice d'actions de bienfaisance[réf. nécessaire]. En 1911, à la suite d'une faillite, elle décide de s'installer à Genève où elle épousera en 1916 Ludovic d'Arcis, de Chêne-Bougeries. Pour subvenir à ses besoins, elle importe des appareils ménagers américains et obtient la concession Ford pour la Suisse[réf. nécessaire].
En 1920, elle fonde avec Eglantine Jebb l'Union internationale de secours aux enfants , elle en devient la trésorière et contribue financièrement au mouvement. Elle participe au Comité de Désarmement des organisations féminines internationales, dont elle est également trésorière.
En 1915 elle fonde, avec trente-six autres femmes de divers pays (parmi elles plusieurs Suissesses, dont Marguerite Gobat, Camille Vidart, Pauline Chaponnière-Chaix et l'ophtalmologue Léonore Gourfein-Welt), l'Union mondiale de la femme pour la concorde internationale (UMF), qu'elle présidera jusqu'à sa mort. Cette union rassemble des femmes par delà les frontières (l'Union prévoit que chacune de ses sections nationales doit s'adapter au pays où elle est implantée). Le bureau s'installe au 19 du boulevard Helvétique à Genève. 
En 1917, au moment où le blocus américain menace sérieusement le ravitaillement en blé de la Suisse, elle joue un rôle de médiatrice entre la Suisse et les États-Unis d'Amérique}[réf. nécessaire]. Elle est à l'origine de la première mission officielle suisse à Washington qui retient l'attention du président Wilson,. Lors de ses voyages aux États-Unis, elle prôna le désarmement et le libre-échange,.
Dans l'entre-deux-guerres, Clara Guthrie d'Arcy s'engage au Comité de désarmement des organisations internationales féminines. Elle participe[réf. nécessaire] à la mise sur pied d'un Comité de liaison des associations féminines pour soutenir les efforts de paix (1931). 
En 1930, elle contribue[réf. nécessaire] à l'abaissement de 25 % des droits de douane sur l'entrée des produits horlogers suisses aux États-Unis.   